# La gatta (romanzo)
La gatta è un romanzo breve di Colette apparso a puntate sul settimanale Marianne, grande settimanale letterario illustrato nel 1933 e poi, lo stesso anno, pubblicato in volume a Parigi per la casa editrice Grasset.

## Trama
Alain è il giovane e viziato figlio unico di una ricca famiglia borghese con affari nel commercio della seta. Cresciuto in una vecchia villa a Neuilly circondata da un ampio e rigoglioso giardino, Alain ama sopra ogni cosa la sua gatta Saha, una bellissima certosina dai riflessi argentei, con la quale ha un rapporto di tipo simbiotico, tanto da confidarsi mentalmente con lei attraverso un "mormorio telepatico". 
A una settimana dal giorno delle sue nozze con Camille, una graziosa ragazza assai spavalda dai gusti moderni e amante delle auto sportive, Alain appare turbato all'idea di lasciare la sua casa - il suo regno d'infanzia - le sue consolidate abitudini di figlio unico e, soprattutto, Saha. 
In attesa che, nella villa di Alain, giungano a termine i lavori di costruzione della dimora coniugale, dopo le nozze la coppia va ad abitare a Parigi, al nono piano di una palazzina, nel piccolo e moderno appartamento di un loro amico partito per una crociera. Fin dal mattino dopo la loro prima notte di nozze, Alain è stupito e contrariato dalla disinvoltura di Camille che, senza pudore, si mostra nuda, davanti a lui, in giro per la stanza. 
A giugno, un mese dopo il matrimonio, Saha mostra chiari segni di deperimento causati dalla lontananza dal suo padrone, e così, in attesa di ritornare a Neuilly a lavori conclusi, Alain decide di portare la gatta ad abitare con sé e Camille. Ma già a fine mese il rapporto fra la Alain e Camille si complica, Alain prova ripugnanza all'idea di far posto nella sua casa natale alla moglie, che per lui è come un'estranea, e Camille comincia a nutrire forti sentimenti di gelosia e rivalità nei confronti della gatta. 
L'insofferenza e l'inimicizia fra i coniugi cresce di pari passo con quella fra Camille e Saha, fino a quando, una sera di luglio, Camille, sola in casa e in preda all'esasperazione, spinge la gatta giù dal balcone. Convinta di averla uccisa, Camille rimane sorpresa quando, aperta la porta al marito, lo vede con in braccio la gatta, sotto choc ma ancora viva (un provvidenziale tendone aveva attutito il colpo). Alain non sospetta della moglie, crede in un incidente, ma, da un gesto di repulsione violento della gatta quando Camille prova a toccarla, capisce che la moglie ha cercato di ucciderla. Scoperta la verità, Alain lascia la moglie e fa precipitosamente ritorno, con Saha, nella sua casa di Neuilly. L'indomani Camille, giunta a Neuilly per discutere con Alain sul da farsi, apprende la sua intenzione di separarsi da lei. 
Il romanzo si conclude con Saha che, accanto ad Alain, segue con sguardo vigile l'uscita di Camille dal vialetto della villa. 

## Edizioni
- (FR) La chatte [La gatta], Parigi, Bernard Grasset, 1933.
- La gatta, Palermo, Sellerio, 1993
- La gatta, traduzione di Cristina Canovi, Roma, CatBooks, 2025
- La gatta, traduzione di Maurizio Ferrara, Firenze, Passigli, 2025

## Adattamenti cinematografici
1952: Invidia (quinto episodio del film I sette peccati capitali), regia di Roberto Rossellini.
2021: La gatta, regia di Silvana Strocchi.